# Глина (град)
Глина је град у Хрватској, у Сисачко-мославачкој жупанији. Налази се у области Банија. Према првим резултатима пописа из 2011. у граду је живело 9.283 становника, а у самом насељу је живело 4.667 становника. Налази се на истоименој реци.

## Историја

### 13-18. век
Глина се први пут помиње у даровницама 1209. и 1211. године, којима Андрија II дарује опатију Топуско поседима и кметовима са подручја око реке Глине. Само место се тада налазило 5–6 km низводно од данашњег града. Често је долазило до сукоба између Глињана (Glinenses) и опатије које је Бела IV покушао помирити на сабору у Сегедину 1242. године оделивши земљу опатије (Врановина) од имања глинских грађана. Међутим сукоби са опатијом, у којима се истиче неколико глинских родова (Хајтићи, Класнии, Перековићи, Ткалчевиће, Турковићи, Кеглевићи) трају и даље све до упада Турака (1563), који заузимају цели крај, а народ бежи у шуму и прекокупске крајеве (жупски град Гору Турци су заузели 1591). Међутим Глина не остаје дуго под турском влашћу, јер после пораза код Сиска 1593. Турци су потиснути на Уну. После турског повлачења Глина се не спомиње до 1737. године када је у њој одржан хрватски сабор на „бојном пољу“. Тада се већ насеље налазило на данашњем месту. Старо насеље су вероватно спалили Турци.

### У Војној крајини
Укључење Глине у Војну крајину (Глинска регимента основана је 1750. године) изазвало је отпор црквених и племићких земљопоседника, који је окончан када је Јосиф II, обилазећи Крајину (1775–76) посетио Глину. Глина је варошица основана у 17. веку под аустријским царем Леополдом I, заједно са селима Горње и Доње Селиште и Јаме.
За Глину као граничарско место везује се оснивање прве масонске ложе у Југославији (простору). Године 1770. основали су млади официри грофови, Иван Драшковић и Стефан Ницки, ту прву масонску ложу. Њу су чинили граничарски официри из Глине и Огулина.
Као седиште Прве банске регименте (раније стациониране у Сврачици, 7 km даље) Глина постаје војни и културни центар Банске крајине (Баније). У Глини су као официри службовали књижевни посленици Петар Прерадовић, Иван Трнски и Јосип Јелачић, а ту је поручник Јосиф Руњанин на Михановићев текст компоновао хрватску националну химну (Лијепа наша). Године 1809. улази у састав Наполеонових Илирских провинција (у Војну Хрватску — Croatie militire), а 1815. године поново потпада под Банску крајину све до њеног укидања 1881. године. Затим је део Загребачке жупаније Краљевине Хрватске и Славоније, земље под хабсбуршком угарском круном. У Глини је почетком 20. века било 200 српских домова са 1.932 православне душе. У месту су пошта и брзојав (телеграф) и органи власти.
Православно парохијско звање је основано и православне црквене матрикуле се воде од 1777. године. Ту је било седиште протопрезвитера. Године 1846. парох и протопрезвитер је био поп Марко Славнић, А Глина као парохија има 1164 православна житеља. Месту гравитирају као парохијске филијале села: Горње и Доње Селиште (са храмом Сабора Светих арханђела), Мајске пољане и Јаме.
Православни храм посвећен Малој Госпојини (празнику Рођења Пресвете Богородице) изграђен је 1827. године. Било је то за време епископа Лукијана Мушицког. Иконостас је осликао академски иконописац Симић. Почетком 20. века храм је био у добром стању, а у месту је и српско православно гробље са две капеле. На глинском гробљу је сахрањен подмаршал аустријски Милан племенити Манојловић. У Глини је православна црквена општина са скупштином којој 1905. године председава Димитрије Давидовић. Православна парохија је друге платежне класе, са парохијским домом, сиромашна - без сесије. Православни парохијско звање је основано 1777. године, од када се воде и православне матице.
Српска школа у Глини је основана у другој половини 18. века, и радила је до 1802. године. Тада је речено да се не може више издржавати. Помиње се 1812. године у Глини и "немачка школа". Поново је отворено српско училиште проте Механџије 1819. године. Општина Глинска је школу са учитељским станом направила и ту учитељ већ станује. Постојао је сукоб око учитеља, јер је прота хтео да има предност.
Пет година (до 1882) није радила глинска основна школа, иако је имала услове. Имала је 1882. године лепу зграду и фонд за издржавање, али за све је био крив неред у црквеној општини. Године 1905. у Глини је једна комунална основна школа. Учитељско тело чине троје предавача: Буде Бањеглав, поп Никола Ерцеговац и учитељица Анка Петковић. Редовну школу која је мешовита, похађа 276 ђака, а празничну (пофторну) још 69 ученика старијег узраста.
Иван Трнски је 1842. године у Глини објавио књигу поезије. Песме је објављивао у више листова.
Године 1833-1853. у Глини су одржавана два годишња вашара: 16. маја и 20. септембра.
Глина је 1812-1904. године седиште протопрезвирата у оквиру Карловачке дијецезе. У њему је 18 села парохија са 41 филијалом. Године 1812. прота је био поп Ћирило Остојић. Затим је 1819. године прота Механџија. Од 1892. године парох и прота је поп Никола Ерцеговац, родом из Петриње, који 1905. године има деветеро деце.
Рођен је 19. маја 1890. године у Глини, Петар Крижанић уметник и карикатуриста. Био је "Пјер" син Хрвата, Матије Крижанића судског архивисте и Српкиње, Софије Ребић. Родитељи су му рано умрли, одрастао је у кући деде по мајци и током живота се изјашњавао као Југословен.

### 20. век
Светозар Прибићевић српски политичар и страначки вођ Српске самосталне странке, адвокат и уредник листа "Нови Србобран" имао је изборну базу у Глини. Ту се 1906. године кандидовао за посланика у Хрватском сабору. Четири године касније, 1910. кандидат је био прота Никола Херцеговац.
Србобран је 1909. и 1910. године, често писао против антисрпске политике опћинског начелника Раданчевића. Тако један чланак из јануара 1910. пише да је у Глини од вајкада био обичај да се Светосавска водица свети пред црквом и да ту деца декламују. Народ је тај обичај волео и чувао, а Раданчевић је издао наредбу којом укида ову прославу пред црквом из хигијенских разлога. Црквену опћину је упутио на школски одбор, у коме су били све сами франковци. Одредио је да му се и донесу песме на цензуру. Донесене су обичне народне песме, а он их је одбио. У марту исте, 1910. године, се дешавао у Глини франковачки улични терор, под покровитељством Раданчевића. Камењем је нападнута кућа трговца Гајића уз псовке влашког бога, претучен је трговац Брекић, боксером је претучен Станко Ребрача банкарски чиновник... У злоделима су се посебно истицали Миле Бакшић и глински сведоци у велеиздајничкој парници: Јосип Шифтар, Детони, Бижал, Грегурић и Ивица Остарчевић. О тим догађајима је у Сабору интерпелацију поднео заступник Душан Пелеш. 4. септембра 1910. су франковци опет изазивали инциденте. У Народној Касини (власник је био Србин Жарко Бошковић) су Цигани свирали песме, па и понеку српску. Ивица Остарчевић је окупио франковце који су на улазна врата нагурали столове да гости не могу изаћи, почели су их псовати и поливати вином, да изазову реакцију. Срби и Хрвати нефранковци су се разбежали, неки на стражње излазе преко плотова, а неки под заштитом полиције на предње излазе.

### У краљевини Југославији
Након Првог светског рата, Глина је део Краљевине СХС одн. Краљевине Југославије и то у саставу Приморско-крајишке области (1922-1929.), Савске бановине (до 1939) и на крају Бановине Хрватске.
У месту је радило у међуратном времену више образовних институција: Државна основна школа (од 1927. са 10 одељења), Државна реална гимназија, Школа за дефектну децу, Државно узгајалиште деце.
У Глини је 8. септембра 1930. године подигнут - освећен споменик српском краљу Петру I Карађорђевићу Ослободиоцу. Истог дана је Друштво Књегиње Љубице загребачки одбор, открио спомен-плочу на кући и којој је краљ Петар боравио када је као војвода Петар Мркоњић четовао по Крајини. У 1938. је изграђен хируршки павиљон за који је речено да је најмодернији у држави.

### Други светски рат
Након стварања тзв. Независне Државе Хрватске, Глина је смештена у Велику жупу Гора са седиштем у Петрињи, која је 1944. удружена са Пригорјем у Велику жупу Гора-Пригорје са седиштем у Загребу.

#### Покољ у глинској цркви
По капитулацији Краљевине Југославије у априлу 1941. године усташе су у Глини 10. и 11. маја поубијали већину Срба мушкараца изнад 12 година и комуниста, а 3. августа стрељали су 1.260 Срба, већином из котара Вргинмост. У јулу 1941. године у околини Глине формирани су партизански одреди од 15 до 40 бораца. Глински партизански одред ушао је у новембру 1941. у састав 5. банијског ослободилачког партизанског батаљона. Оперативна група од делова 7. банијске и 8. кордунашке дивизије напала је 22/23. октобра 1942. усташки и домобрански гарнизон у Глини. У град су 23. октобра продрли делови 1. и 7. бригаде, али га нису заузели. У сарадњи са 8. кордунашком дивизијом 7, банијска дивизија је 23-25. октобра опколила и напала Немце у Глини, али место није заузела. Делови 7. дивизије ослободили су је у јануару 1944. године. У априлу 1944. године у котару је деловало више НОО-а: котарских, 13 општинских, градских и 93 сеоска, укупно 108 НОО-а, са 497 одборника. Радиле су 24 школе са 3.754 полазника. Од тада је град означен као значајан центар политичког, друштвеног, културног и привредног живота на слободној територији Хрватске. Ту је боравио и ЦК КПХ и ГШХ, почео је рад конгреса доктора, конгреса културних радника и конгреса правника, основана је „Просвјета“, културно-просветно друштво Срба у Хрватској. Одржана је окружна конференција АФЖ-а и УСАОЈ-а за Банију, радило је Народно позориште, партизанска гимназија и школе општег и стручног смера.

### Распад СФРЈ
Глина се од распада Југославије до августа 1995. године налазила у Републици Српској Крајини. Током агресије на РСК, 6. августа 1995. године хрватска војска заузела је Глину протеравајући већинско српско становништво у граду и околини. Место потом насељавају новопридошли Хрвати, углавном из западне Босне али и из других делова Хрватске, чиме се изменила етничка структура.

### Земљотрес 2020.
Глина је током 29. децембра 2020. нешто после поднева била погођена јаким земљотресом јачине 6,3 Рихтерове скале, након чега је и наредног дана забележено још накнадних удара. Том приликом у Глини је дошло до тешког оштећења инфраструктуре, а такође је уништен и велики број кућа. Суседно село Мајске Пољане је било најтеже погођено, страдало је пет мештана.

## Градска насеља
Град се састоји од 69 насеља: Балинац, Бијеле Воде, Бишћаново, Бојна, Боровита, Ботури, Брестик, Брезово Поље, Брњеушка, Брубно, Бузета, Дабрина, Десни Дегој, Долњаки, Доња Бучица, Доња Трстеница, Доње Јаме, Доње Селиште, Доње Табориште, Доњи Класнић, Доњи Селковац, Доњи Видушевац, Драготина, Дреновац Бански, Дворишће, Глина, Горња Бучица, Горње Јаме, Горње Селиште, Горње Табориште, Горњи Класнић, Горњи Селковац, Горњи Видушевац, Грачаница Шишинечка, Хађер, Хајтић, Иловачак, Јошевица, Кихалац, Козаперовица, Маја, Мајске Пољане, Мајски Тртник, Мала Солина, Мали Градац, Мали Обљај, Маринброд, Мартиновићи, Момчиловића Коса, Ново Село Глинско, Прекопа, Пријека, Равно Рашће, Ровишка, Скела, Слатина Покупска, Станковац, Сврачица, Шашева, Шаторња, Шибине, Трновац Глински, Тртник Глински, Турченица, Велика Солина, Велики Градац, Велики Обљај, Влаховић и Залој.

## Становништво
На попису становништва 1991. године, насељено место Глина је имало 6.933 становника, следећег националног састава:
| Попис 1991.‍   | Попис 1991.‍  | Попис 1991.‍ | Попис 1991.‍ | Попис 1991.‍ |
| ------------- | ------------ | ----------- | ----------- | ----------- |
|               |              |             |             |             |
| Срби          | Срби         |             | 4.831       | 69,68%      |
| Хрвати        | Хрвати       |             | 1.448       | 20,88%      |
| Југословени   | Југословени  |             | 362         | 5,22%       |
| Муслимани     | Муслимани    |             | 41          | 0,59%       |
| Словенци      | Словенци     |             | 10          | 0,14%       |
| Албанци       | Албанци      |             | 9           | 0,12%       |
| Македонци     | Македонци    |             | 5           | 0,07%       |
| Словаци       | Словаци      |             | 3           | 0,04%       |
| Грци          | Грци         |             | 2           | 0,02%       |
| Италијани     | Италијани    |             | 2           | 0,02%       |
| Руси          | Руси         |             | 2           | 0,02%       |
| Чеси          | Чеси         |             | 2           | 0,02%       |
| Јевреји       | Јевреји      |             | 1           | 0,01%       |
| Мађари        | Мађари       |             | 1           | 0,01%       |
| Пољаци        | Пољаци       |             | 1           | 0,01%       |
| Русини        | Русини       |             | 1           | 0,01%       |
| остали        | остали       |             | 1           | 0,01%       |
| неопредељени  | неопредељени |             | 176         | 2,53%       |
| непознато     | непознато    |             | 35          | 0,50%       |
| укупно: 6.933 |              |             |             |             |

### Ранији пописи
| Националност       | 1981. | 1971. | 1961. |
| Срби               | 3.531 | 2.298 | 1.425 |
| Хрвати             | 1.262 | 868   | 884   |
| Југословени        | 906   | 169   | 33    |
| Муслимани          | 41    | 9     | 19    |
| Словенци           | 12    | 12    | 28    |
| Македонци          | 3     | 2     | 9     |
| Албанци            | 5     | 1     | 1     |
| Црногорци          | 2     | 3     | 2     |
| Мађари             | 2     | 2     | 1     |
| остали и непознато | 58    | 45    | 29    |
| Укупно             | 5.790 | 3.419 | 2.412 |

| Демографија | Демографија | Демографија |
| Година      | Становника  | Становника  |
| ----------- | ----------- | ----------- |
| 1971.       | 3.419       |             |
| 1981.       | 5.790       |             |
| 1991.       | 6.933       |             |
| 2001.       | 3.116       |             |
| 2011.       |             | 4.667       |

### Град Глина
После нове територијалне организације Општина Глина остала је у истом територијалном саставу, с тим што јој је промењен статус — уместо општине, постала је град. Тренутни градоначелник Глине је Иван Јанковић.
По попису из 2001. године у граду је живело 9.868 становника, од тог броја у самој Глини живи 3.116 становника.
- Хрвати — 68%
- Срби — 29%

По попису из 2011. године у граду је живело 9.283 становника, од тог броја у самој Глини живи 4.667 становника.
- Хрвати — 69%
- Срби — 27%

### Општина Глина
По попису становништва из 1991. године, Општина Глина је имала 23.040 становника, распоређених у 69 насељених места.
| година пописа | укупно | Срби            | Хрвати         | Југословени | остали      |
| ------------- | ------ | --------------- | -------------- | ----------- | ----------- |
| 1991.         | 23.040 | 13.975 (60,65%) | 8.041 (34,90%) | 473 (2,05%) | 551 (2,39%) |

| Националност       | 1991.  | 1981.  | 1971.  | 1961.  |
| Срби               | 13.975 | 14.223 | 16.936 | 18.388 |
| Хрвати             | 8.041  | 8.961  | 10.785 | 9.152  |
| Југословени        | 473    | 1.580  | 381    | 60     |
| Муслимани          | 62     | 19     | 43     | 5      |
| Словенци           |        | 14     | 18     | 35     |
| Македонци          |        | 7      | 5      | 10     |
| Црногорци          |        | 3      | 5      | 2      |
| Мађари             |        | 3      | 4      | 2      |
| Албанци            |        | 5      | 1      | 1      |
| остали и непознато | 489    | 264    | 158    | 92     |
| Укупно             | 23.040 | 25.079 | 28.336 | 27.747 |

| Демографија | Демографија | Демографија |
| Година      | Становника  | Становника  |
| ----------- | ----------- | ----------- |
| 1961.       | 27.747      |             |
| 1971.       | 28.336      |             |
| 1981.       | 25.079      |             |
| 1991.       | 23.040      |             |
| 2001.       | 9.868       |             |
| 2011.       |             | 9.283       |

На попису становништва 2011. године, општина Глина је имала 9.283 становника, следећег националног састава:
| Попис 2011.‍   | Попис 2011.‍ | Попис 2011.‍ | Попис 2011.‍ | Попис 2011.‍ |
| ------------- | ----------- | ----------- | ----------- | ----------- |
|               |             |             |             |             |
| Хрвати        | Хрвати      |             | 6.468       | 69,68%      |
| Срби          | Срби        |             | 2.549       | 27,46%      |
| остали        | остали      |             | 266         | 2,86%       |
| укупно: 9.283 |             |             |             |             |

На попису становништва 2021. године, општина Глина је имала 7.116 становника, следећег националног састава:
| Попис 2021.‍   | Попис 2021.‍ | Попис 2021.‍ | Попис 2021.‍ | Попис 2021.‍ |
| ------------- | ----------- | ----------- | ----------- | ----------- |
|               |             |             |             |             |
| Хрвати        | Хрвати      |             | 5.359       | 75,31%      |
| Срби          | Срби        |             | 1.462       | 20,55%      |
| остали        | остали      |             | 295         | 4,14%       |
| укупно: 7.116 |             |             |             |             |